# Figurant

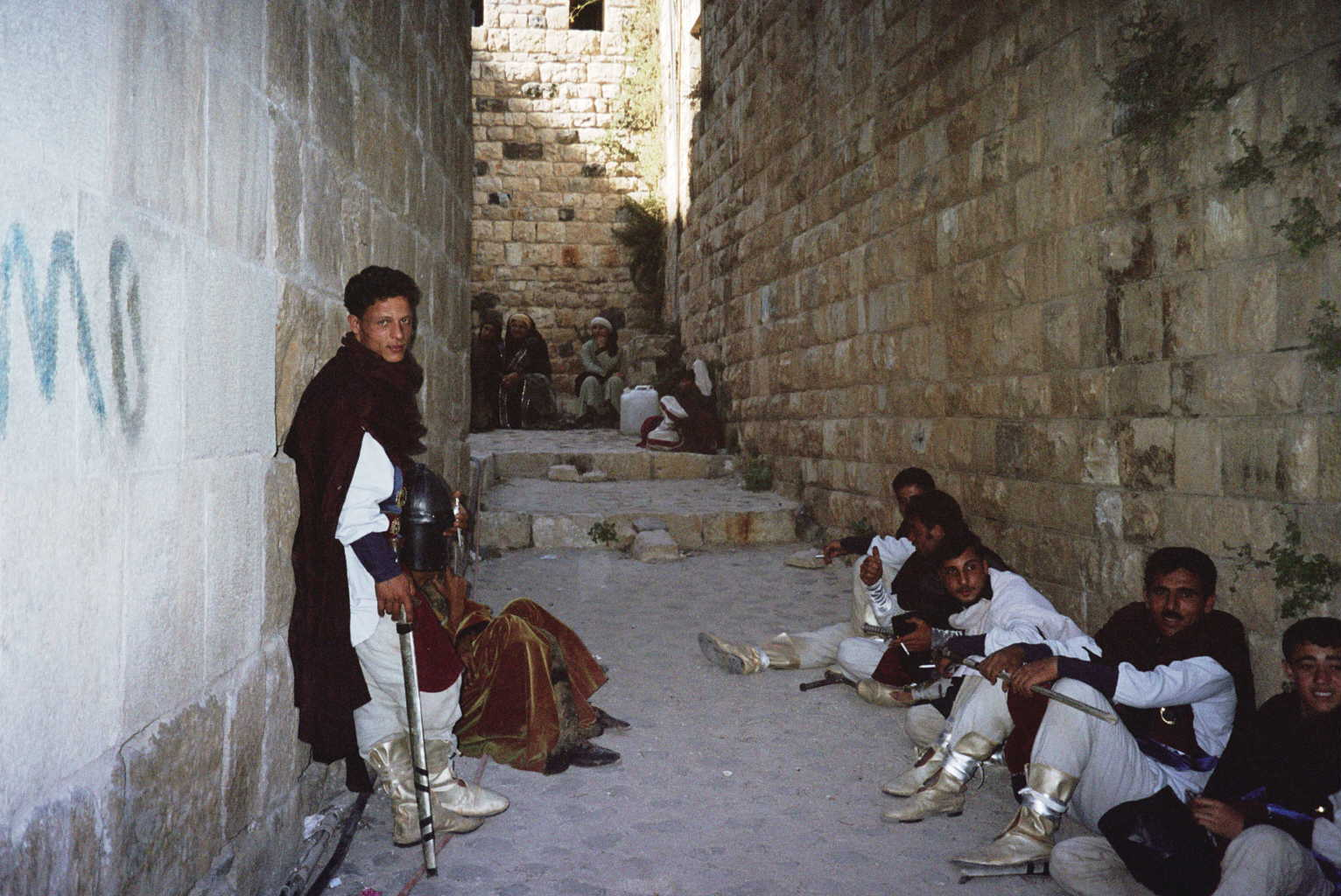
Figuranți în castelul Krak des Chevaliers, Siria.

Un figurant este un actor sau o actriță care este distribuit în roluri de indivizi ce aparțin maselor sau publicului larg. Figurantul este mai mult un contur în cadrul intrigii. Figuranții pot apărea în filme, seriale TV, opere, teatru, musicaluri sau balet. 
Charles Chaplin a abordat subiectul figuranților  în film în trei dintre comediile sale scurte timpurii:  The Masquerader (1914), Charlot debutează (1915) și Behind the Screen (1916).